# 素敵な人生のはじめ方
『素敵な人生のはじめ方』（原題: 10 Items or Less）は、2006年のアメリカのコメディ映画。主演のモーガン・フリーマンが製作総指揮を兼任した。史上初めて、劇場公開中にインターネットでのダウンロード公開を行った作品として知られる。
日本では劇場公開されずビデオスルーになった。

## あらすじ
諸般の事情で４年間映画に出演していないモーガン・フリーマンだが、インディペンデンス系のマイナーな映画に出演するかどうか迷っていた。彼の役柄はスーパーの店長であるため、役作りの為に実際に行って研究しようとする。フリーマンは、向かった先のスーパーでレジ打ちをしているスカーレットという女性と知りあう。彼女もまた、現状から脱出するために建設会社の面接を受けようと考えていたのだった。

## キャスト
役名： 俳優（DVD版日本語吹き替え）
- 彼： モーガン・フリーマン（池田勝）
- スカーレット： パス・ベガ（宮島依里）

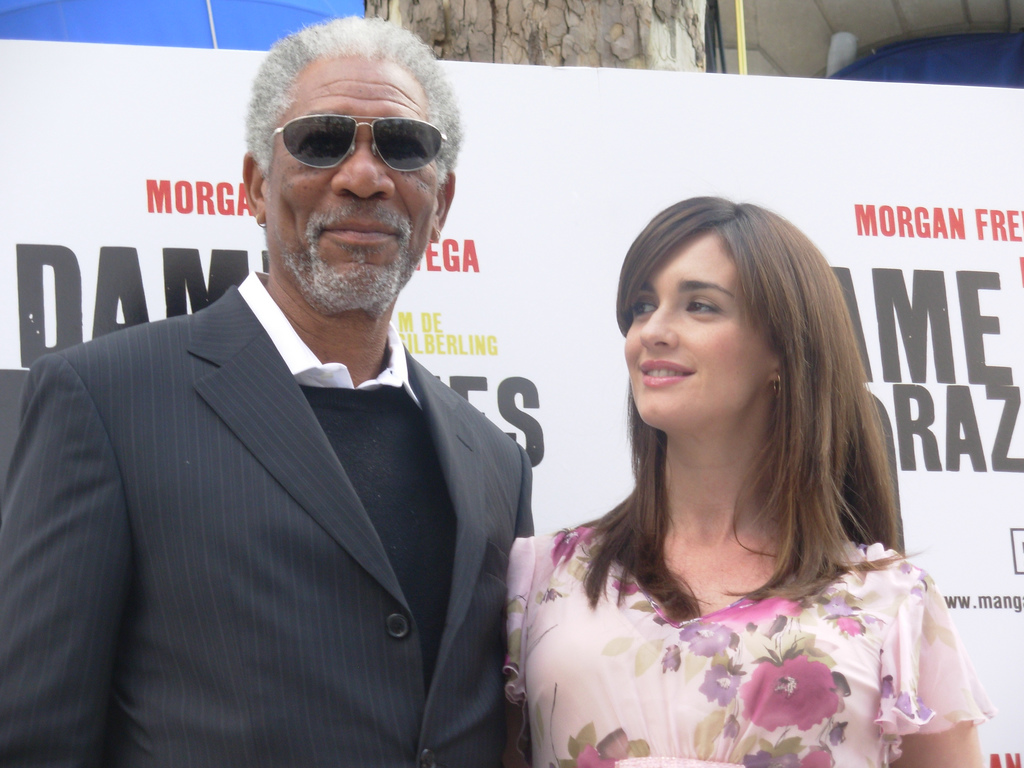
主演を務めたフリーマンとベガ

- ボビー： ボビー・カナヴェイル（遠藤純一）
- ロレイン： アン・デュデック（森智子）
- パッキー： ジョナ・ヒル（かわのをとや）
- リー（店長代理）： クマール・パラーナ
- 販売員：アレクサンドラ・ベラルディ（雨谷和砂）
- トレイシー：ジェニファー・エコールズ（渡辺育子）
- 受付係：ジム・パーソンズ（関直人）
- 本人役： ダニー・デヴィート
- 本人役： リー・パールマン

日本語版制作スタッフ 演出：松川陸、翻訳：伊原奈津子、調整：佐藤守、制作：エンジェルワークス